# Living the Blues
Living the Blues ist das dritte Album der US-amerikanischen Bluesgruppe Canned Heat und erschien 1968.

## Allgemeines
Living the Blues gehört zu den frühen Doppelalben der Rock-Geschichte. Das Album ist zweigeteilt: die erste Platte ist eine Studioproduktion, die zweite Platte ein über 40-minütiges Live-Stück, das auf zwei Plattenseiten aufgeteilt wurde. Das Stück Refried Boogie ist eine ausgedehnte Live-Version des zuvor auf dem zweiten Album Boogie with Canned Heat veröffentlichten Fried Hockey Boogie.
Auf dem Album ist auch Going Up the Country vertreten, das als Single der größte Hit der Gruppe wurde. Er erreichte in 25 Ländern die Spitzenposition der Charts. Das Stück wurde auch als Eingangsmusik für den Woodstock-Film verwendet, dem Festival, in dem die Band auch mit diesem Stück auftrat. Diese Live-Version ist auf dem ersten Woodstock-Album zu hören.
Fast die ganze zweite Seite des Albums wird von der neunteiligen Suite Parthenogenesis (Parthenogenese, Jungfernzeugung) eingenommen. Dieses experimentelle und „psychedelische“ Stück von Canned Heat reiht Solo-Darbietungen der Bandmitglieder auf ihrem jeweiligen Instrument aneinander. Gäste waren der Alan-Wilson-Freund John Fahey auf der akustischen Gitarre und der britische Bluesmusiker John Mayall, der sich zu dieser Zeit bei Canned Heat im Laurel Canyon bei Los Angeles aufhielt, auf dem Klavier.

## Titelliste

### LP/CD 1
Seite 1 (LP):
1. Pony Blues (Arrangiert & Adaptiert von Canned Heat) – 3:48
2. My Mistake (Alan Wilson) – 3:22
3. Sandy’s Blues (Robert „Big Fat“ Hite) – 6:46 (Joe Sample: Piano; Miles Grayson: Bläser-Arrangement)
4. Going Up the Country (Alan Wilson) – 2:50
5. Walking by Myself (Jimmy Rodgers) – 2:29 (John Mayall: Piano)
6. Boogie Music (L. T. Tatman III) – 3:19 (Dr. John: Piano, Bläser-Arrangement; Charlie Patton: Gitarre; Henry Sims: Violine)

 Seite 2 (LP):
1. One Kind Favor (Arrangiert & Adaptiert von L. T. Tatman III) – 4:43
2. Parthenogenesis (Canned Heat) – 19:57:

I. Nebulosity (Owl: Maultrommel; John Fahey: Gitarre)
II. Rollin’ and Tumblin’ (Owl: Maultrommel)
III. Five Owls (Owl: Vier Mundharmonikas, Gitarre)
IV. Bear Wires (Bear: Gesang; John Mayall: Piano)
V. Snooky Flowers (Fito: Schlagzeug; Mole: Congas)
VI. Sunflower Power (RMS Is Truth) (Sunflower: Fünf Gitarren)
VII. Raga Kafi (Owl: Chromatische Mundharmonika)
VIII. Icebag (Sunflower: Gitarre)
IX. Childhood’s End (Owl: Maultrommel)

### LP/CD 2
Seite 3 (LP):
1. Refried Boogie (Part I) (Canned Heat) – 20:10

Seite 4 (LP):
1. Refried Boogie (Part II) (Canned Heat) – 20:50

## Kritikerstimmen
- „… wo sie alte Sounds mit raffinierten neuen Ingredienzen mixen und dann auch noch eine 42-minütige Drogen-Boogie-Session liefern, bei der am Ende Bassmann Larry Taylor bestens rauskommt.“ – Uli Lemke, Blue Rhythm (11/99)[4]
- „… stands as a testament to Canned Heat’s prowess as modernizers of the blues…“ – Lindsay Planer All Music Guide („steht als Zeugnis für Canned Heats Fähigkeiten als Modernisierer des Blues …“)
- „strong originals and engaging overhauls of a few blues staples“ – Lindsay Planer, All Music Guide („starke Originalkompositionen und engagierte Bearbeitungen einiger Bluesstandards“)
- „Parthenogenesis, which displays the quintet at their most experimental.“ – Overstocks-Reviews[5] („›Parthenogenesis‹ zeigt das Quintett sehr experimentell“)
- „… their opus magnum for sure“ – CD Universe („Sicher ihr Hauptwerk“)[6]